# KAGRA
KAGRA (англ. Kamioka Gravitational Wave Detector; укр. Детектор гравітаційних хвиль Каміока), раніше званий LCGT (англ. Large Cryogenic Gravity Telescope; укр. Великий кріогенний гравітаційно-хвильовий телескоп) — японський детектор гравітаційних хвиль, розташований приблизно за 200 км на захід від Токіо, в підземній шахті Каміока в колишньому селищі Каміока (нині частина міста Хіда) в префектурі Ґіфу в Японії. Телескопом керує Інститут дослідження космічних променів (ICCR) Токійського університету. Це перший в Азії детектор гравітаційних хвиль, перший у світі, побудований під землею, в підземній шахті, і перший у світі детектор в якому використовуються кріогенні дзеркала виготовлені з сапфіру і охолоджувані для зменшення теплового шуму до 20 К (−253,15 °C).

## Історія
ICCR засновано 1976 року для дослідження космічних променів. Проект LCGT затверджено 22 червня 2010 року. У січні 2012 року перейменовано на KAGRA, де «KA» походить від його розташування в підземний шахті Каміока, а «GRA» — від гравітації і гравітаційних хвиль. Проєкт очолює лауреат Нобелівської премії з фізики 2015 року, за відкриття нейтринних осциляцій, Такаакі Кадзіта, який відіграв важливу роль у фінансуванні та будівництві проєкту.
Сконструйовано два інтерферометри прототипу детектора гравітаційних хвиль для розробки технологій, необхідних для розробки KAGRA. Перший, TAMA 300, розташований у місті Мітака у кампусі Національної астрономічної обсерваторії Японії, оснащений двома 300-метровим плечима, і працював у 1998—2008 роках, що продемонструвало здійсненність проєкту створення KAGRA. Другий, CLIO, оснащений 100-метровими плечима, працює від 2006 року під землею поруч з KAGRA і використовується для розробки кріогенно охолоджуваних дзеркал, які повинні підвищити точність вимірювань KAGRA.
KAGRA має два плеча довжиною 3 км, які утворюють лазерний інтерферометричний детектор гравітаційних хвиль. Використовуваний лазер має потужність близько 80 Вт. Нижня межа виявлення детектора — при амплітудах 3·10−24 на частоті 100 Гц. Він побудований в обсерваторії Каміока, нейтрино і гравітаційно хвильовій лабораторії, розміщеній під землею в шахті Модзумі, що належить каміокській гірничо-металургійній компанії, недалеко від колишнього селища Каміока (нині частина міста Хіда), префектура Ґіфу, Японія. Шахту використовували від початку 1980-х років для виявлення нейтрино. Однак це місце не зовсім підходить для KAGRA, оскільки шахта розташована в пористій скелі, через яку просочується дощова вода. Вода проникала всередину тунелів, і необхідно було встановити водонепроникне покриття, щоб тунелі залишалися сухими. Навесні, коли тане сніг, насоси повинні відкачувати 1000 тонн води на годину.
KAGRA детектує гравітаційні хвилі від злиття подвійних нейтронних зірок на відстані 240 мегапарсек при відношенні сигнал/шум 10[джерело?]. Очікувана кількість розпізнаних подій на рік — 2 або 3. KARGA оптимізований для виявлення сигналів частотою 100 Гц, які відповідають гравітаційним хвилям, випромінюваним під час злиття нейтронних зірок. Враховуючи чутливість KAGRA, очікується, що він зможе розпізнати до 10 таких подій на рік. Вимірювання KAGRA доповнять вимірювання LIGO і Virgo і дозволять з більшою точністю визначити місцезнаходження джерела гравітаційних хвиль. Для досягнення необхідної чутливості застосовано раніше використані в гравітаційних детекторах LIGO і VIRGO методики (система пасивної ізоляції детектора від фонових низькочастотних вібрацій, лазери великої потужності, резонатори Фабрі — Перо, метод резонансного виділення бічної смуги тощо). Однак, на відміну від двох детекторів гравітаційних хвиль, що працюють станом на 2019 рік — Virgo в Італії і LIGO в США, — KAGRA побудований під землею. Таким чином, вимірювання зазнають менше впливу навколишнього шуму, створюваного діяльністю людини і природними явищами. Друга відмінна риса KAGRA — використання кріогенних дзеркал охолоджених до температури -253,15 °C (20 К) для зменшення теплового шуму, а також інтерферометрів точки підвісу (для активного придушення фонових вібрацій). Вартість проєкту на початок 2019 року становила 16,4 млрд єн (134,4 млн євро).
Будівництво KAGRA неодноразово затримувалось. Спочатку передбачалося почати будівництво KAGRA 2005 року, а запуск намічався на 2009 рік, але потім уведення в експлуатацію відклали на 2018 рік. Будівництво почалося 2010 року і завершено 4 жовтня 2019 року. Фаза проходки тунелів почалася в травні 2012 року і завершилася 31 березня 2014 року. Перші випробування інтерферометра (iKAGRA) почалися в березні 2016 року. У 2018 році прилад почав працювати з частиною своєї кріогенної системи (bKAGRA фаза 1). Однак перед початком спостережень потрібні були додаткові технічні коригування. Детектор розпочав свою роботу 20 лютого 2020 року.